# Björn Ulbrich
Björn Ulbrich (* 1963; eigentlich Stefan Ulbrich) ist ein deutscher Autor und Verleger esoterischer und neuheidnischer Literatur.

## Leben
Ulbrich wurde in Bayern als Sohn einer sudetendeutschen Flüchtlingsfamilie geboren. Nach dem Abitur und anschließendem Dienst in der Bundeswehr studierte er Technischen Umweltschutz. Er schloss sich der Wikingjugend an und war bis 1984 Funktionär (sogenannter „Horstführer“). Am 20. August 1984 trat er eigenen Angaben nach aus der Wiking-Jugend aus. 1989 gründete er den Arun-Verlag. Der Arun-Verlag gehört zu den neurechten, neoheidnischen Verlagen. In den 1990ern bestand das Programm weitestgehend aus Nachdrucken und Neuauflagen sowie einigen wenigen eigenen Publikationen. Der Verlag versuchte sich später unpolitisch zu geben und fuhr sein Angebot an neurechter Literatur zurück. Nicht nur wegen Ulbrichs Verbindung zur Wiking-Jugend wurde der Verlag vom Verfassungsschutz beobachtet.
Von Mai 1991 bis Dezember 1993 war Ulbrich Redakteur der neurechten Wochenzeitung Junge Freiheit. Nach Felix Wiedemann gehört Ulbrich zu den Protagonisten „im Schnittpunkt zwischen dem Rechtsextremismus und der größeren neuheidnischen und neureligiösen Szene, wie sie sich seit den 1960er-Jahren in den westlichen Ländern etabliert hat“; sein Buch Im Tanz der Elemente gilt laut Wiedemann „in der neuheidnischen Szene als Standardwerk“.

## Werke
- Im Tanz der Elemente. Arun Verlag 1990. (3. Auflage: 2001)
- Der Tag der Sonne. Arun Verlag 2001.
- Die Hohe Zeit. Zusammen mit Holger Gerwin. Arun Verlag 2002. (2. Auflage: 2006)
- Die geweihten Nächte. Zusammen mit Holger Gerwin. Arun Verlag 2005 (6. Auflage: Oktober 2009).
- Ostara. Zusammen mit Romana Ulbrich. Arun Verlag 2009.
- Dein Name sei …. Zusammen mit Holger Gerwin. Arun Verlag 2009.